# Nambi
Nambi är den första kvinnan i mytologin hos Bugandafolket i Uganda.
Nambis bröder förvägrade henne att äkta Kintu som fick utstå en rad prov för att beveka hennes anhöriga.